# Jean-Claude Kazembe Musonda
Jean-Claude Kazembe Musonda, né 17 mai 1963 à Kashobwe et mort le 31 juillet 2021 à Lubumbashi,, est une personnalité politique congolaise (RDC), premier gouverneur de la province du Haut-Katanga depuis le dénombrement en 2016. Il est renversé en 2017 par l'Assemblée provinciale.